# Cyrilla racemiflora
Cyrilla racemiflora е вид цъфтящо растение от семейство Cyrillaceae. Видът е незастрашен от изчезване.

## Разпространение
Видът е разпространен от северните части на Южна Америка до югоизточната част на Съединените щати, включително на Карибите.

## Описание
Това е вечнозелено, широколистно малко дърво или храст. Видовете разпространени в тропическите гори могат да достигнат до 10 метра на височина или повече, но тези намиращи се в умерените райони могат да нараснат до не повече от 4 метра. Могат да бъдат разпознати по белите цветове, които се забелязват през летните месеци.
Листата са яйцевидни, със заоблени или заострени върхове, стеснени в основата, дебели и гладки, около 4 – 10 см дълги и 1,2 – 3 см широки. Въпреки че са вечнозелени, през есенните месеци някои от листата стават яркочервени, преди да отпаднат.
Плодът представлява жълтокафява капсула с дължина 2 – 3 мм.